# 菅原りこ
菅原 りこ（すがはら りこ、2000年〈平成12年〉11月23日 - ）は、日本の女優、タレント、歌手であり、女性アイドルグループNGT48の元メンバーである。
新潟県北蒲原郡聖籠町出身。エイベックス・アスナロ・カンパニー所属。

## 略歴
2015年
- 7月25日、NGT48第1期生オーディション最終審査に合格[3]。8月21日に新潟市歴史博物館で開催されたイベント「みなとぴあ」で他の1期生（ドラフト2期生も含む）21名とともにお披露目された[4]。

2016年
- 1月10日、正規メンバーに昇格。新たに結成されたチームNIIIの所属となった[5]。

2018年
- 4月13日、朱鷺メッセで開催された『NGT48単独コンサート 〜朱鷺は来た!新潟から全国へ!〜』で発表された組閣において、新たに結成されるチームGに異動となることが発表された[6]。

2019年
- 4月21日、この日開催された「チームG 1st Stage 逆上がり」千秋楽公演で、NGT48からの卒業を発表した[7][8]。
- 5月18日、NGT48劇場において『「太陽は何度でも」公演〜菅原りこ・長谷川玲奈・山口真帆 卒業公演〜』が開催された[9][10]。
- 5月19日、NGT48としての活動を終了。
- 7月10日、9日付けで芸能事務所エイベックス・マネジメントに所属することが明らかとなった[11]。
- 8月、cookpadLive『りったんの憧れ彼ごはん』配信開始[12]。

2020年
- 1月 - 3月、舞台『罪のない嘘』東京・大阪・広島・福岡・北九州・名古屋 公演[13]。
- 4月12日、SHIBUYA PLEASURE PLEASUREで開催予定だった『菅原りこ 1st ファンミーティング』は新型コロナ感染拡大防止のために公演延期となった[14]。
- 6月に公演が予定されていた舞台『ひりひりとひとり』は、新型コロナウイルスの感染拡大防止のために中止となった[15]。
- 7月22日、OPENREC.tvで初のファンミーティングをオンライン配信[16]。
- 11月25日、『菅原りこ 20th バースデーイベント』をOPENREC.tvにて開催[17]。
- 12月、八王子ShortFilm映画祭一般部門ノミネート作品、短編映画『アニマルプレイパーク』でヒロインのはるみ役・アニメーションキャラクターのゴリラ君役（声の出演）の2役を演じる[18][19]。

2021年
- 1月、舞台『Mogut（モグー）～ハリネズミホテルへようこそ～』に出演[20]。
- 3月26日、オフィシャルファンコミュニティサロン「Rico, chère」を開設[21]。
- 11月、テレビ東京にて放映された公開オーディション番組「勇者の歌声〜魂と絆のオーディション〜」に出演。スマホゲームアプリ「ドラゴンクエスト ダイの大冒険 -魂の絆-」の主題歌シンガーに選ばれる。

2022年
- 4月27日、聖籠町文化･芸能大使に就任[22]。

## 人物
- 愛称は、りったん[23]。歌手としての名義はRICO[24]。
- NGT48時代のキャッチフレーズは「あなたのハートにチェリコの種を植えちゃいます。大事に大事に育ててね！りったんコールで大きくなるよ！（りったん最高！りったん大好きー！）」
- 好きな食べ物はさくらんぼとグラタン[25]。嫌いな食べ物は特にない。
- 特技は「I字バランス」と「大きな声を出す」こと。
- グループ活動時より人の悪口を言わない優しい人柄で知られ[26][27]、メンバーや関係者からはグループで一番『いい人』と評されており[26][27]卒業後女性誌の取材を受けた際には、エレベーターホールまで取材スタッフを送り出し、その心遣いに感動した旨が取材・構成担当者により明かされている[28]。
- 「厳しい稽古は歓迎、厳しい稽古が自分をまた変えてくれる１つのポイントになる」[29]と言う通り不言実行型の努力家で、「共演者の演技を見て勉強して自分のものにしたい」との本人の発言に対するダメ出しに笑顔で応じて礼を言い、ダメ出しした佐藤B作氏を感心させた[30]。また中止となった舞台『ひりひりとひとり』の作・演出石丸さち子氏は「菅原りこさんは、ひたむきに純粋に作品に向き合い、成長したいという意気込みに満ちて、いつもきらきらと輝いている目に、オンラインの稽古でも魅了されました」[15]と評している。
- 家族仲が良く[31]、幼少の頃父の仕事鞄に飴を詰めていたずらしたエピソードや[28]、慣れない東京での列車の乗り換えに母から遠隔ナビゲートで助けてもらったエピソード[32]、姉の誕生日に自ら調理した料理をSNSに掲載したことから料理配信番組のオファーを受けたエピソード[33]などをインタビューで語っており、「あなたのヒーローはだれ？」という質問に「家族」と答えている[34]。また、エイベックス・マネジメントへの移籍に際し、祖父母から打ち上げ花火で祝福されたエピソードも知られている[35]。

## NGT48からの卒業
2018年12月8日にNGT48山口真帆暴行被害事件が起こった（事件の詳細はNGT48#暴行被害事件を参照）。菅原自身は事件とは全くの無関係であったが、かねてよりグループ内で親交のある被害者山口の「ただメンバーを守りたい」という心情に共鳴し、長谷川玲奈とともに運営からの決別を決めた。普段、メンバーからグループいちの平和主義者（または良い人）と評判のあった菅原のこの決断は、グループ内外に少なからぬ反響をもたらした。

## NGT48での参加楽曲

### シングル選抜楽曲
NGT48名義
- 青春時計
  - 純情よろしく
  - 暗闇求む
- 世界はどこまで青空なのか?
  - 僕の涙は流れない - SNS選抜名義
  - 大人になる前に - リアル学生選抜名義
  - ナニカガイル
- 春はどこから来るのか?
  - あとで - ど天然&不思議ちゃんオールスター名義
- 世界の人へ
  - Soft serve - 新潟SHOWROOM選抜名義
  - カーテンの柄 - チームG名義

AKB48名義
- 「君はメロディー」に収録
  - Maxとき315号 - NGT48名義
- 「翼はいらない」に収録
  - 君はどこにいる? - NGT48名義
- 「シュートサイン」に収録
  - みどりと森の運動公園 - NGT48名義
- 「ジャーバージャ」に収録
  - 友達でいましょう - NGT48名義
- 「NO WAY MAN」に収録
  - 夢へのプロセス - AiKaBu選抜名義

### 劇場公演ユニット曲
チームNIII 1st Stage「PARTYが始まるよ」
- 星の温度

チームNIII 2nd Stage「パジャマドライブ」
- 鏡の中のジャンヌ・ダルク（1stユニット）
- 天使のしっぽ（2ndユニット）

チームNIII 3rd Stage「誇りの丘」
- 左の腕で連れ去って

## 出演

### テレビドラマ
- 仮面ライダーエグゼイド  第36話（2017年6月25日、テレビ朝日） -　女子高生 役

### バラエティなど
- 勇者の歌声〜魂と絆のオーディション〜（2021年10月5日 - 12月14日、テレビ東京）[24]

### 舞台
- 『罪のない嘘』〜毎日がエイプリルフール〜（2020年1月9日 - 19日、ヒューリックホール東京 / 1月23日 - 25日、COOL JAPAN PARK OSAKA WWホール / 2月18日、JMSアステールプラザ 大ホール / 2月20日、福岡市民会館 / 2月22日、北九州芸術劇場 大ホール） - 鏑木ちよみ 役[13]
- 『Mogut（モグー）』〜ハリネズミホテルへようこそ〜（2021年1月15日 - 17日、COOL JAPAN PARK OSAKA WWホール / 21日 - 31日、品川プリンスホテル ステラボール） - 師匠、ホテル従業員、ホテル客（モグラ） 役 [20]
- 一瞬の風になれ（2021年10月20日 -25日、かめありリリオホール / 11月1日 - 2日、杜のホールはしもと） - 鳥沢圭子 役[39]
- 『PERSONA5 the stage #3』（2021年12月10日 - 12日、メルパルクホール大阪 / 16日 - 19日、KT Zepp Yokohama） - 奥村春 役
- NIGHT HEAD 2041-THE STAGE-（2022年7月1日 - 10日、シアターGロッソ） - 武藤玲佳 役[40]
- 『PERSONA5 the stage #4』（2022年10月20日 - 23日、KT Zepp Yokohama）- 奥村春 役
- THEATRICAL LIVE『僕らの千年と君が死ぬまでの30日間』（2023年9月8日 - 18日、品川プリンスホテル クラブeX / 9月22日 - 24日、COOL JAPAN PARK OSAKA TTホール）- とわ 役[41]
- 日本昔ばなし 太宰治作品 お伽草紙より 舞台版『舌切雀』（2024年2月9日 - 18日、ヒューリックホール東京） - みやび 役[42]
- 『燃ゆる暗闇にて』（2024年10月5日 - 13日、サンシャイン劇場） - ロリータ 役[43][44]
- 『フラガール -dance for smile-』（2025年5月22日 - 6月2日、新国立劇場 中劇場） - 和美 役[45][46]
- 舞台『白豚貴族ですが前世の記憶が生えたのでひよこな弟育てます』2025 （2025年7月2日 - 11日、中目黒キンケロ・シアター）-  菊乃井鳳蝶 役[47]
- 舞台『夜逃げ屋本舗』（2025年10月8日 - 13日〈予定〉、シアター・アルファ東京）[48]

### 配信番組
- りったんの憧れ彼ごはん（2019年8月2日 - 2020年12月24日 、cookpadLive）[12]

### 映画
- 短編映画『アニマルプレイパーク』（2020年12月5日、第8回八王子ShortFilm映画祭一般部門ノミネート作品） - はるみ 、ゴリラ君 役（声の出演）[18][19]

### CM・広告
- 日本シイエムケイ株式会社 TVCM[49]